# 4253 Märker
4253 Märker è un asteroide della fascia principale. Scoperto nel 1985, presenta un'orbita caratterizzata da un semiasse maggiore pari a 2,6206736 UA e da un'eccentricità di 0,1749431, inclinata di 14,54412° rispetto all'eclittica.